# Cryptomastix
Cryptomastix é um género de gastrópode  da família Polygyridae.
Este género contém as seguintes espécies:
- Cryptomastix devia (Gould, 1846)
- Cryptomastix germana (Gould, 1851)
  - Cryptomastix germana vancouverinsulae (Pilsbry & Cooke, 1922)
- Cryptomastix harfordiana (W. G. Binney; 1886)
- Cryptomastix hendersoni (Pilsbry, 1928)
- Cryptomastix magnidentata (Pilsbry, 1940)
- Cryptomastix mullani (Bland and J. G. Cooper, 1861)
  - Cryptomastix mullani blandi (Hemphill, 1892)
  - Cryptomastix mullani clappi (Hemphill, 1897)
  - Cryptomastix mullani hemphilli (W. G. Binney, 1886)
  - Cryptomastix mullani latilabris (Pilsbry, 1940)
  - Cryptomastix mullani olneyae (Pilsbry, 1891)
  - Cryptomastix mullani tuckeri (Pilsbry & Henderson, 1930)
- Cryptomastix sanburni (W. G. Binney, 1886)